# 노즐

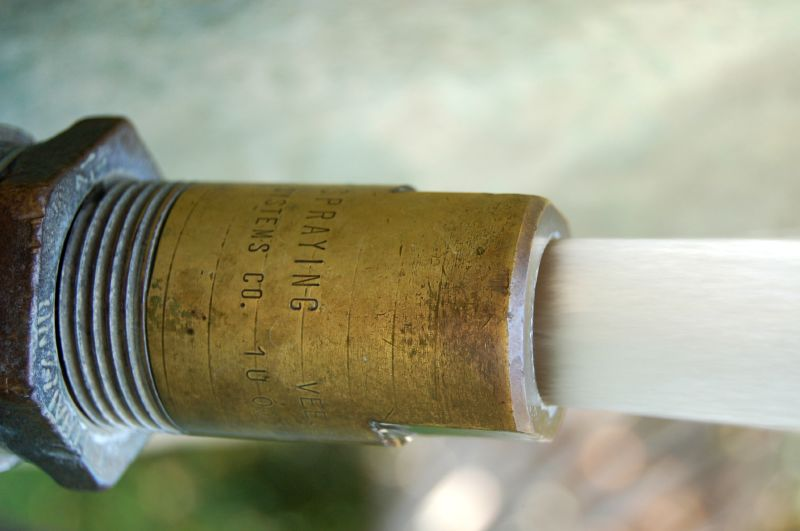
노즐

노즐(영어: nozzle)은 기체나 액체 같은 유체의 흐름 방향을 결정하기 위하여 사용되는 파이프 모양의 기계 부품이다. 노즐은 흐르는 물질의 유량, 유속, 방향, 압력 등의 유체가 가지는 특성을 제어하기 위해 사용된다.